# Maria Magdalenas evangelium

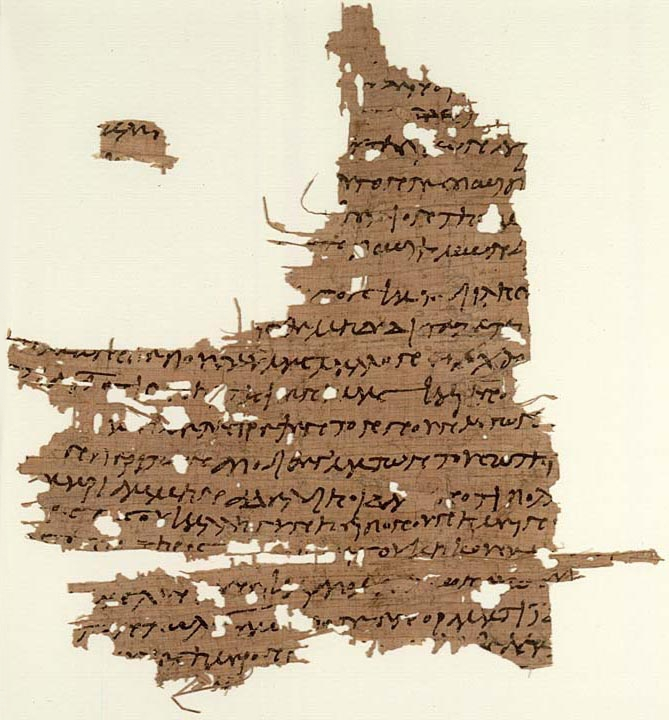
Maria Magdalenas evangelium

Det populärt kallade "Maria Magdalenas evangelium" upptäcktes 1896 som en papyrusbok från 400-talet på en antikauktion i Kairo. Den bäst bevarade är författad på koptiska. Den tyske forskaren Carl Reinhardt tog hand om handskriften, och förde den till Berlin, varför handskriften kallas Papyrus Berolinensis, eller Berolinensis Gnosticus. Det har hittills hittats sammanlagt tre handskrifter av detta evangelium. Den publicerades första gången 1955 och den räknas inte till den kanoniska litteraturen utan förs till de gnostiska böckerna.
Det äldsta utkastet till evangeliet är författat på grekiska under 200-talet efter Kristus. Endast ett litet fragment finns bevarat, och kallas Papyrus Rylands 463. Ett annat fragment är Papyrus Oxyrhynchus 3525. Även Papyrus Berolinensis saknar partier.
Den svenska författaren Marianne Fredriksson (1927 - 2007) utgick till viss del från denna skrift när hon skrev sin roman Enligt Maria Magdalena. 

## Vad som står i Maria Magdalenas evangelium
Översättning: Thor-Leif Strindberg
(Punkter eller ord inom [ ] anger att manuskriptet varit skadat, varvid ord utelämnats eller, i den mån det varit möjligt, rekonstruerats.)
[Sidorna 1-6 saknas]
"[...] kommer materian då att [förstöras] eller inte?" "Allt, alla skapade ting, alla levande varelser, existerar i och med varandra och kommer att upplösas i sina rötter, ty materiens innersta väsen upplöses i sitt eget väsens [rötter]. Må den höra som har öron att höra med."
Petrus sade till honom: "Då du nu har förklarat allt för oss, säg oss också detta: Vad är världens synd?" Frälsaren sade: "Det finns inget som i sig självt är synd, utan synd är vad ni begår när ni gör sådant som är av samma beskaffenhet som otukt, sådant som kallas 'synd'. Det var därför godheten kom mitt ibland er, till det innersta av vars och ens väsen, för att återföra det till dess rot." Vidare sade han: "Det är därför ni [...] och dör [...] [Må den] som har förstånd förstå. [...] ett lidande utan like som uppstår ur sådant som är mot naturen. Därefter uppstår oordning i hela kroppen. Därför säger jag er: 'Var vid gott mod' och om ni tappar modet, må då naturens olika former ge er [nytt] mod. Må den höra som har öron att höra med."
När den välsignade sagt detta, hälsade han dem alla och sade: "Frid vare med er. Ta emot min frid. Se upp så att ingen leder er vilse med orden 'Se här!' eller 'Se där!' ty Människosonen är inom er. Följ honom! De som söker honom kommer att finna honom. Gå därför och förkunna evangeliet om Riket. Ge inte några befallningar förutom dem jag gett er, och [...] några lagar som lagstiftarna gör, på det att ni inte må vara bundna av dem." När han sagt detta lämnade han dem.
De sörjde och grät och sade: "Hur skall vi kunna gå till hedningarna och förkunna evangeliet om Människosonens rike? När inte han skonades, skulle då vi skonas?"
Då reste sig Maria upp och hälsade dem alla och sade till sina bröder: "Gråt inte och sörj inte och frukta inte, ty hans nåd kommer att vara med er och försvara er. Låt oss i stället prisa hans storhet, ty han har förberett oss och gjort oss till människor." När Maria sagt detta, ljusnade deras sinnelag och de började diskutera Frälsarens ord.
Petrus sade till Maria: "Syster, vi vet att [Frälsaren] älskade dig mer än de andra kvinnorna. Säg oss de ord Frälsaren uttalade som du minns. Du känner dem [men] det gör inte vi, då vi inte hört dem."
Maria svarade och sade: "Det som är fördolt för er skall jag förkunna för er." Och hon började säga följande ord till dem: "Jag", sade hon, "Jag såg Herren i en syn och jag sade till honom: 'Herre, jag såg dig i dag i en syn.' Han svarade och sade till mig: 'Salig är du som inte darrar då du ser mig. Ty där sinnet är, där är [...].' Jag sade till honom: 'Herre, den som ser synen, ser han genom själen eller genom anden?' Frälsaren svarade och sade: 'Han ser varken genom själen eller genom anden, utan det är hans sinne, som [är] mellan de två [...] ser synen och det är [...].'
[Sidorna 11-14 saknas]
"[...] det. Och Begäret sade: 'Jag såg dig inte sänka dig ner, men nu ser jag dig stiga upp. Varför talar du osanning när du tillhör mig? Själen svarade och sade: 'Jag såg dig. Du såg mig inte eller kände inte igen mig. Jag tjänade dig som klädnad och du kände mig inte.' När den sagt detta, fortsatte den, fylld av glädje.
Så kom den till den tredje makten, den som heter Okunnighet. Den frågade själen: 'Vart är du på väg? Du [...] bunden i ondska, bunden är du. Döm inte.' Och själen sa: 'Varför dömer du mig när jag inte har dömt? Jag var bunden, men själv band jag aldrig. Jag var inte känd, men jag förstod att allt kommer att upplösas, både [det som är] jordiskt och himmelskt.'
När själen lämnat den tredje makten steg den uppåt och såg den fjärde makten [som] hade sju skepnader. Den första skepnaden är mörker, den andra är begär, den tredje är okunnighet, den fjärde är det som vållar död, den femte är köttets värld, den sjätte är köttets dåraktiga vishet, den sjunde är vredgad vishet. Detta är vredens sju [...]. De frågade själen: 'Varifrån kommer du, du mandråpare? Vart är du på väg, du himlarymdens erövrare?' Själen svarade och sade: "Det som bundit mig har dräpts och det som hållit mig instängd har övervunnits. Mitt begär har upphört och okunnigheten är död. I en [...] befriades jag från en värld [...] i en form från en högre form och från glömskans och okunnighetens tillfälliga bojor. Från denna stund ska jag uppnå vila i evighetens ögonblick, i tystnad.'"
När Maria hade sagt detta tystnade hon, ty det var så långt som Frälsaren hade talat till henne. Men Andreas sade till bröderna: 'Säg vad ni tror om det hon säger, ty jag tror inte att Frälsaren sagt detta. Helt visst är dessa läror främmande tankar.'
Petrus svarade och vände sig också emot henne beträffande dessa ting, och han frågade dem angående Frälsaren: "Talade han verkligen hellre i hemlighet med en kvinna än öppet med oss? Ska vi då alla vända om och lyssna till henne? Föredrog han henne framför oss?"
Då började Maria gråta och sade till Petrus: "Min broder Petrus, vad tror du? Tror du att jag har tänkt ut detta i mitt hjärta eller att jag ljuger om Frälsaren?"
Levi svarade och sade till Petrus: "Petrus, du är alltid hetsig. Nu ser jag att du angriper kvinnan på samma sätt som motståndarna. Men om Frälsaren gjorde henne värdig, vem är då du att avvisa henne? Helt visst känner Frälsaren henne mycket väl. Det är också därför han älskade henne mer än han älskade oss. Låt oss i stället känna skam och ikläda oss den fullkomliga människan [...] forma oss så som han befallde oss, och förkunna evangeliet, utan att ge någon ytterligare lag eller någon ytterligare föreskrift utöver de bud som Frälsaren sade."
När [...] och de började gå ut [för att] förkunna [honom] och predika [evangelium].

## Svensk utgåva
Linjamaa, Paul (2020). Maria Magdalenas evangelium: text, översättning och historisk bakgrund. Stockholm: Dialogos.